# Chelis maculosa
Chelis maculosa là một loài bướm đêm thuộc họ Arctiinae. Loài này có ở miền nam và Trung Âu tới Hungary.
Sải cánh dài 32–34 mm. Con trưởng thành bay từ tháng 6 đến tháng 8 tùy theo địa điểm.
Ấu trùng ăn các loài Galium verum và đôi khi các loài Galium khác.